# Franco Franchi
Pour le coureur cycliste, voir Franco Franchi (cyclisme).
Francesco Benenato, connu sous le nom de scène Franco Franchi, né le 18 septembre 1928 à Palerme, et mort le 9 décembre 1992 à Rome, est un acteur et chanteur italien. Il forma avec son complice Ciccio Ingrassia un duo comique entré dans l'histoire du cinéma italien sous le nom de scène Franco et Ciccio.

## Biographie
Francesco Benenato naquit à Palerme au sein d'une famille pauvre. Il était le quatrième de dix-huit enfants. Il ne put même pas terminer l'école primaire car il travailla avec son père comme maçon. Ses parents émigrèrent en quête de fortune et il resta à Palerme pour travailler comme artisan. Il fit des dessins d'icônes sacrées sur les trottoirs, puis devint apprenti dans la pâtisserie puis portier à la gare de Palerme. Il y eut des moments où, poussé par la pauvreté, il fut contraint à de menus larcins.
Franco Franchi fut très tôt attiré par l'action et la comédie, dans lesquelles il était doué. Il parcourut la ville en tant que chanteur de rues, en jouant de la grosse caisse et en ajoutant des éléments de comédie pour ses « performances », et ce fut l'occasion de se faire remarquer par Salvatore Polara, un musicien napolitain qui, en 1945, l'engagea dans son groupe dénommé Crawling. Son talent clownesque fit le tour de la Sicile, où il animait, non seulement les rues, mais aussi les restaurants ainsi que les mariages et les baptêmes. Il avait aussi le don de l'imitation et imita des personnages célèbres tels Totò, Benito Mussolini et Adolf Hitler. Il fut même clown dans un cirque. Après son service militaire à Bologne, il revint en Sicile et épousa, Irene Gallina, avec qui il eut deux enfants.
Au début des années 1950, la vie de Franco marqua un tournant. Il rencontra Francesco Ingrassia dit Ciccio, qui était un acteur dans une troupe de théâtre. Presque par accident les deux hommes se rencontrèrent dans les rues de Palerme et de là commença une longue et fructueuse collaboration, qui fut un grand succès public. Ils réalisèrent ensemble 132 films, essentiellement tournés dans les années soixante. Dans les années 1970 et les 1980 il se tourna vers la télévision.
En juillet 1992, lors de l'enregistrement d'une émission de télévision à Naples, il eut une crise cardiaque. Soigné, il fut finalement hospitalisé à Rome où il mourut le 9 décembre 1992.

## Filmographie

### Cinéma
- 1961 : 5 marines per 100 ragazze de Mario Mattoli
- 1962 : Un beau châssis (I motorizzati) de Camillo Mastrocinque
- 1962 : Jules César contre les pirates (Giulio Cesare contro i pirati) de Sergio Grieco
- 1963 : Objectif jupons (Obiettivo ragazze) de Mario Mattoli : Franco
- 1963 : Avventura al motel de Renato Polselli
- 1964 : Les Martiens ont douze mains (I marziani hanno dodici mani) de Castellano et Pipolo
- 1966 : L'Espion qui venait du surgelé (Le spie vengono dal semifreddo) de Mario Bava
- 1968 : I nipoti di Zorro de Marcello Ciorciolini
- 1973 : Le Roi du kung-fu (Ku Fu? Dalla Sicilia con furore), de Nando Cicero
- 1973 : Il sergente Rompiglioni, de Pier Giorgio Ferretti (Giuliano Biagetti)
- 1973 : Ultimo tango a Zagarol, de Nando Cicero
- 1973 : Il figlioccio del padrino, de Mariano Laurenti
- 1973 : Il gatto di Brooklyn aspirante detective, d'Oscar Brazzi
- 1974 : L'eredità dello zio buonanima, d'Alfonso Brescia
- 1974 : Piedino il questurino, de Franco Lo Cascio
- 1975 : Il giustiziere di mezzogiorno, de Mario Amendola
- 1975 : Il sergente Rompiglioni diventa… caporale, de Mariano Laurenti
- 1975 : Il sogno di Zorro, de Mariano Laurenti
- 1987 : Tango blu, d'Alberto Bevilacqua

### Télévision
- 1972 : Les Aventures de Pinocchio (Le aventure di Pinocchio), de Luigi Comencini, d'après l'œuvre de Carlo Collodi
- 1978 : Buonasera con… Franco Franchi, de Lucio Fulci
- 1980 : Un uomo da ridere, de Lucio Fulci

## Discographie
- 1966 : Bang bang kissene
- 1970 :  'A mossa/'O divorzio
- 1971 : Cu fu… cu fu?!/Ti voglio bene
- 1971 :  'A dieta/Sceriffo Frank
- 1972 : Siente guaglio'/Sceriffo Frank
- 1972 : L'ultimo dei belli/Vattene via fratello
- 1972 : Er più dei più/La gelosia
- 1973 : Il gatto di Brooklyn/Amuri
- 1973 : Tango della manomania/Casanova 2000
- 1974 : E vulannu vulannu vulannu/Il cortile degli aragonesi
- 1978 : Skate board/Sarò Franco
- 1978 : Mamma! Ho visto un UFO/Telefonata a Gesù
- 1980 : Ridi e ti passa/L'uomo da ridere